# Jordan Brown (Snookerspieler)
Jordan Brown (* 9. Oktober 1987 in Antrim) ist ein nordirischer Snookerspieler.

## Karriere
Jordan Brown war ein erfolgreicher Jugendspieler. Zweimal gewann er den irischen U-21-Titel. Bei der U-19-Europameisterschaft erreichte er dreimal das Achtelfinale. Mit 17 Jahren stand er im Halbfinale der nordirischen Meisterschaft, wo er gegen den ebenfalls aus Antrim stammenden Mark Allen verlor, der danach einer der erfolgreichsten nordirischen Profis wurde.
Ab 2007 versuchte er, sich für die Profitour zu qualifizieren. Er nahm an den 8 Turnieren der Pontin’s International Open Series (PIOS) teil, kam aber nie über die dritte Runde hinaus. Erfolgreicher war er bei den Amateurturnieren: Bei der Europameisterschaft kam er ins Achtelfinale, die U-21-Weltmeisterschaft endete im Viertelfinale, nachdem er eine Runde zuvor Robbie Williams geschlagen hatte. 2008 wurde er durch ein 10:9 über Julian Logue nordirischer Meister. Im Jahr darauf verteidigte er seinen Titel gegen Dermot McGlinchey. Dieser Sieg sicherte ihm außerdem Platz 1 in der nordirischen Rangliste. Dafür bekam er die nationale Wildcard des nordirischen Verbands für die Profisaison 2009/10 der Main Tour.
In der kurzen Saison mit nur 6 Ranglistenturnieren verlor er bei den ersten beiden Turnieren das Auftaktmatch. Bei der UK Championship 2009 gelang ihm gegen Lee Spick sein erster Profisieg. Bei den Welsh Open kam noch ein zweiter Sieg über Chris Norbury hinzu, aber bei der abschließenden Weltmeisterschaft verlor er knapp mit 9:10 gegen Björn Haneveer und bekam so keine weiteren Ranglistenpunkte. Als 90. von 96 Spielern in der Saisonabrechnung verlor er umgehend seinen Profistatus wieder.
Im folgenden Jahr reiste er anfangs nach England zu den Turnieren der Players Tour Championship. Er gewann dabei unter anderem auch gegen Spieler wie Anthony Hamilton, aber spätestens nach Runde 2 war jeweils Schluss und so gab er es nach drei Turnieren wieder auf. Im Jahr darauf nahm er am PTC-Turnier in Irland teil.
2012 nahm Brown noch einmal einen ernsthaften Anlauf auf das Profisnooker und nahm an den Turnieren der Q School teil. Gleich beim ersten Turnier erreichte er sein Gruppenfinale, er verlor aber gegen Chen Zhe und verpasste die Qualifikation. Bei den zwei anderen Turnieren scheiterte er jeweils im Halbfinale. Damit gehörte er immerhin zu den besten nicht qualifizierten Spielern in der Q-School-Wertung und bekam dafür eine Einladung als Ersatzspieler für die Profiturniere, wenn dort noch Plätze frei geblieben waren. Zweimal bekam er die Gelegenheit, verlor seine Spiele aber deutlich. Daneben spielte er auch wieder einige PTC-Turniere. Beim Scottish Open besiegte er überraschend den Weltranglistendritten und Lokalmatadoren John Higgins am TV-Tisch mit 4:3 und erreichte anschließend die Runde der Letzten 32, sein bis dahin bestes Ergebnis bei einem Main-Tour-Turnier.
In den beiden folgenden Jahren versuchte er nicht noch einmal sich zu qualifizieren. Er spielte lediglich PTC-Turniere, darunter zweimal das Paul Hunter Classic in Deutschland. Erst ab 2015 versuchte er es wieder, über die Q School auf die Main Tour zu kommen. Im ersten Turnier scheiterte er im Achtel-, im zweiten im Halbfinale seiner Gruppe und auch für die Top 4 der Gesamtwertung langte es ganz knapp nicht. Erneut gehörte er aber zu den besten Nicht-Qualifizierten und so durfte er diesmal bei 4 Turnieren der folgenden Saison wieder als Nachrücker antreten. Aber auch diesmal verlor er alle Erstrundenpartien recht deutlich. In der Q School 2016 war er chancenlos und gewann insgesamt nur 2 Partien. Dafür durfte er bei den neu eingeführten Northern Ireland Open 2016 mit einer Wildcard seines Verbands teilnehmen und er nutzte die Chance zu einem 4:2-Sieg über Ben Woollaston und den Einzug in Runde 2. Ein weiteres Jahr später erreichte er aber weder in der Q School noch bei den Northern Ireland Open etwas.
Die Wildcard für das nordirische Profiturnier der Home Nations Series bekam er aber auch, weil er einer der besten Amateurspieler seines Landes war. 2008 und 2009 war er bereits Sieger gewesen, 2013, 2015 und 2016 stand er wieder im Finale der nordirischen Meisterschaft. Jedes Mal traf er auf Patrick Wallace, alle drei Endspiele verlor er gegen den ehemaligen, langjährigen Profispieler. 2017 erreichte er erneut das Finale und traf auf Dermot McGlinchey, einen weiteren Ex-Profi. Gegen ihn wiederholte er seinen Sieg von 2009 und holte sich zum dritten Mal im sechsten Anlauf den nordirischen Titel. Auch diesmal bekam er eine Wildcard für die Northern Ireland Open, diesmal war er gegen Mei Xiwen aber chancenlos. Dafür spielte er im Jahr darauf sehr erfolgreich bei der Amateureuropameisterschaft. Er besiegte Spieler wie Joe O’Connor und Adam Stefanów und erst im Finale unterlag er gegen Harvey Chandler mit 2:7. Daraufhin startete er auch mit neuen Ambitionen in die Q School 2018. Schon beim ersten Turnier besiegte er Ex-Profi James Cahill und schaffte es ins Entscheidungsspiel, das er aber gegen Jak Jones verlor. Beim zweiten Turnier traf er im Gruppenfinale auf Jamie Cope und behielt mit 4:1 die Oberhand. Damit waren ihm zwei weitere Profijahre in den Saisons 2018/19 und 2019/20 garantiert.
In der Saison 2020/21 erreichte er das Finale der Welsh Open und schlug auf dem Weg dorthin Mark Selby, Stephen Maguire und Mark King. Dort besiegte er Ronnie O’Sullivan mit 9:8 und holte so seinen ersten Titel in einem Weltranglistenturnier. Durch diesen Sieg war er zudem zur Teilnahme an der Players Championship qualifiziert. Dort verlor er in der ersten Runde gegen John Higgins mit 0:6.

## Erfolge
Ranglistenturniere:
- Sieger: Welsh Open (2021)

Minor-Ranglistenturniere (PTC):
- Runde der Letzten 32: Scottish Open (2012)

Qualifikationsturniere:
- Main-Tour-Qualifikation: Q School (2018/2)
- Gruppenfinale: Q School (2012/1, 2018/1)

Amateurturniere:
- Vizeeuropameister (2018)
- Nordirische Meisterschaft (2008, 2009, 2017, 2018; Finalist 2013, 2015, 2016)
- (Gesamt-)Irische U-21-Meisterschaft (2006, 2007)[3]